# Pulitzer-Preis 1945
Der Pulitzer-Preis 1945 war die 29. Verleihung des renommierten US-amerikanischen Literaturpreises. Es wurden Preise in 14 Kategorien im Bereich Journalismus und dem Bereich Literatur, Theater und Musik vergeben.
Die Jury für den Pulitzer-Preis bestand aus 15 Personen, unter anderem dem Präsidenten der Columbia-Universität Nicholas Murray Butler und dem Vorsitzenden der Jury Frank R. Kent, Chefredakteur der Baltimore Sun.

## Preisträger
| Kategorie                                                                        | Preisträger                                       | Begründung |
| -------------------------------------------------------------------------------- | ------------------------------------------------- | --- |
| Dienst an der Öffentlichkeit (Public Service)                                    | Detroit Free Press                                | Preis verliehen für die Untersuchung von Korruption in der gesetzgebenden Gewalt von Lansing. |
| Berichterstattung (Reporting)                                                    | Jack S. McDowell, San Francisco Call-Bulletin     | Preis verliehen für die Kampagne zur Steigerung von Blutspenden. |
| Korrespondenz (Correspondence)                                                   | Harold V. Boyle, Associated Press                 | Preis verliehen für die Berichterstattung im Jahr 1944. |
| Berichterstattung im Inland per Telegrafie (Telegraphic Reporting – National)    | James B. Reston, The New York Times               | Preis verliehen für seine Berichterstattung über die Konferenz von Dumbarton Oaks. |
| Auslandsberichterstattung per Telegrafie (Telegraphic Reporting – International) | Mark S. Watson, The Baltimore Sun                 | Preis verliehen für seine Berichterstattung aus Washington und London und von den Kriegsfronten in Italien, Frankreich und auf Sizilien.                                                          |
| Leitartikel (Editorial Writing)                                                  | George W. Potter, The Providence Journal-Bulletin | Preis verliehen für die Artikel im Laufe des Jahres, insbesondere die mit dem Thema Pressefreiheit.                                                                                               |
| Karikatur (Editorial Cartooning)                                                 | Sergeant Bill Mauldin, United Feature Syndicate   | Preis verliehen für Fresh, spirited American troops, flushed with victory, are bringing in thousands of hungry, ragged, battle-weary prisoners, als Beispiel für die Serie Up Front With Mauldin. |
| Fotografie (Photography)                                                         | Joe Rosenthal, Associated Press                   | Preis verliehen für die Fotografie mit dem Titel Raising the Flag on Iwo Jima. |

| Kategorie                                                   | Preisträger                                                         |
| ----------------------------------------------------------- | ------------------------------------------------------------------- |
| Roman (Novel)                                               | A Bell for Adano (dt. Titel: Eine Glocke für Adano) von John Hersey |
| Theater (Drama)                                             | Harvey (dt. Titel Mein Freund Harvey) von Mary Chase                |
| Geschichte (History)                                        | Unfinished Business von Stephen Bonsal                              |
| Biographie oder Autobiographie (Biography or Autobiography) | George Bancroft: Brahmin Rebel von Russell Blaine Nye               |
| Dichtung (Poetry)                                           | V-Letter and Other Poems von Karl Shapiro                           |
| Musik (Music)                                               | Appalachian Spring von Aaron Copland                                |